# Paniek in de confettifabriek (single)
Paniek in de confettifabriek is een single uit 2006 van Coole Piet, een personage uit de Jetix-serie De Club van Sinterklaas, vertolkt door Harold Verwoert.
In het liedje, dat tevens de beginmelodie van de televisieserie is, wordt het onderwerp van de serie verteld; de Zwarte Pieten van De Club van Sinterklaas zijn op zoek naar gestolen tekeningen, voordat Sinterklaas merkt dat ze verdwenen zijn. In de coupletten wordt verteld hoe elke Piet die zoektocht aanpakt. Muzikaal gezien is het een simpel vrolijk melodietje met een dance-geluid. De bridge heeft een ernstiger klinkend hiphop-karakter.
In de videoclip is te zien hoe Pieten in een groep dansen terwijl Coole Piet erbij staat en bewegingen maakt die bij de hiphopcultuur horen. Het geheel wordt gekenmerkt door een vluchtige montage ondersteund door filmstijlen en de pietendanseressen waarvan het resultaat synchroon loopt met de maat van de muziek. De pietendanseressen kennen dit jaar een kledingkeuze die de komende jaren blijft terugkomen in videoclips van De Club van Sinterklaas. De opnamelocatie is sinds De streken van tante Toets uit 2005 een terugkerende traditie: een tuin binnen kasteelmuren.
Net als de single die in 2005 werd uitgebracht bij de serie De streken van tante Toets, wist ook Paniek in de confettifabriek al snel de nummer 1-positie van de Single Top 100 te bereiken. Voor die hitlijst wordt uitsluitend de verkoop van legale downloads en cd-singles meegerekend, geen airplay. In tegenstelling tot die vorige single wist de single uit 2006 ook de nummer 1-positie in zowel de Nederlandse Top 40 als de Single Top 100 te bereiken. Doordat de single aan een tijdelijk evenement, het Sinterklaasfeest, gebonden was, stond de single maar korte tijd in de hitlijsten. Hierdoor was het, tot maart 2007, de minst succesvolle nummer 1-hit ooit. In maart 2007 werd dit record verbeterd door Theo Maassen. Het is nog wel de kortstgenoteerde nummer 1-hit ooit. De hoes van Paniek in de confettifabriek kent het laatste gebruik van het herkenbare rood en geel gekleurde logo van Coole Piet. In 2009 werd er een remix gearrangeerd en uitgebracht op het album Diego's Coolste Hits. Deze verschilt niet veel met het origineel.

## Nummers
1. Paniek in de confettifabriek
2. Videoclip De streken van tante Toets

### Hitnotering
| Paniek in de confettifabriek in de Nederlandse Top 40 – binnen: 18 november 2006 | Paniek in de confettifabriek in de Nederlandse Top 40 – binnen: 18 november 2006 | Paniek in de confettifabriek in de Nederlandse Top 40 – binnen: 18 november 2006 | Paniek in de confettifabriek in de Nederlandse Top 40 – binnen: 18 november 2006 | Paniek in de confettifabriek in de Nederlandse Top 40 – binnen: 18 november 2006 | Paniek in de confettifabriek in de Nederlandse Top 40 – binnen: 18 november 2006 | Paniek in de confettifabriek in de Nederlandse Top 40 – binnen: 18 november 2006 |
| Week                                                                             | 1                                                                                | 2                                                                                | 3                                                                                | 4                                                                                | 5                                                                                |                                                                                  |
| -------------------------------------------------------------------------------- | -------------------------------------------------------------------------------- | -------------------------------------------------------------------------------- | -------------------------------------------------------------------------------- | -------------------------------------------------------------------------------- | -------------------------------------------------------------------------------- | -------------------------------------------------------------------------------- |
| Nummer                                                                           | 12                                                                               | 2                                                                                | 1                                                                                | 2                                                                                | 4                                                                                | uit                                                                              |

| Paniek in de confettifabriek in de Single Top 100 – binnen: 4 november 2006 | Paniek in de confettifabriek in de Single Top 100 – binnen: 4 november 2006 | Paniek in de confettifabriek in de Single Top 100 – binnen: 4 november 2006 | Paniek in de confettifabriek in de Single Top 100 – binnen: 4 november 2006 | Paniek in de confettifabriek in de Single Top 100 – binnen: 4 november 2006 | Paniek in de confettifabriek in de Single Top 100 – binnen: 4 november 2006 | Paniek in de confettifabriek in de Single Top 100 – binnen: 4 november 2006 | Paniek in de confettifabriek in de Single Top 100 – binnen: 4 november 2006 | Paniek in de confettifabriek in de Single Top 100 – binnen: 4 november 2006 | Paniek in de confettifabriek in de Single Top 100 – binnen: 4 november 2006 | Paniek in de confettifabriek in de Single Top 100 – binnen: 4 november 2006 |
| Week                                                                        | 1                                                                           | 2                                                                           | 3                                                                           | 4                                                                           | 5                                                                           | 6                                                                           | 7                                                                           | 8                                                                           | 9                                                                           |                                                                             |
| --------------------------------------------------------------------------- | --------------------------------------------------------------------------- | --------------------------------------------------------------------------- | --------------------------------------------------------------------------- | --------------------------------------------------------------------------- | --------------------------------------------------------------------------- | --------------------------------------------------------------------------- | --------------------------------------------------------------------------- | --------------------------------------------------------------------------- | --------------------------------------------------------------------------- | --------------------------------------------------------------------------- |
| Nummer                                                                      | 28                                                                          | 6                                                                           | 4                                                                           | 1                                                                           | 1                                                                           | 2                                                                           | 26                                                                          | 74                                                                          | 82                                                                          | uit                                                                         |